# Damba flygplats
Damba flygplats är en flygplats i Angola.   Den ligger i provinsen Uíge, i den nordvästra delen av landet, 300 kilometer nordost om huvudstaden Luanda. Damba flygplats ligger 1 118 meter över havet.
Terrängen runt Damba flygplats är huvudsakligen platt, men åt sydväst är den kuperad. Damba flygplats ligger uppe på en höjd. Runt Damba flygplats är det glesbefolkat, med 19 invånare per kvadratkilometer..
I omgivningarna runt Damba flygplats växer huvudsakligen savannskog.